# مدار ۵۸ درجه جنوبی
مدار ۵۸ درجه جنوبی، دایره‌ای از عرض جغرافیایی است که در ۵۸ درجهٔ جنوبی خط استوا  قرار دارد.

## گذر از مناطق
از نصف‌النهار مبدأ شروع می‌شود و به سمت مشرق ۵۸ درجه جنوبی از موارد زیر گذر می‌کند:
| مختصات‌ها                                            | کشور، قلمرو یا دریا | توضیحات                                                                                          |
| --------------------------------------------------- | ------------------- | ------------------------------------------------------------------------------------------------ |
| ۵۸°۰′ جنوبی ۰°۰′ شرقی / ۵۸٫۰۰۰°جنوبی ۰٫۰۰۰°شرقی     | اقیانوس اطلس        |                                                                                                  |
| ۵۸°۰′ جنوبی ۲۰°۰′ شرقی / ۵۸٫۰۰۰°جنوبی ۲۰٫۰۰۰°شرقی   | اقیانوس هند         |                                                                                                  |
| ۵۸°۰′ جنوبی ۱۴۷°۰′ شرقی / ۵۸٫۰۰۰°جنوبی ۱۴۷٫۰۰۰°شرقی | اقیانوس آرام        |                                                                                                  |
| ۵۸°۰′ جنوبی ۶۷°۱۶′ غربی / ۵۸٫۰۰۰°جنوبی ۶۷٫۲۶۷°غربی  | اقیانوس اطلس        | Passing just south of Saunders Island, جورجیای جنوبی و جزایر ساندویچ جنوبی (claimed by آرژانتین) |